# Жохов, Александр Андреевич
Александр Андреевич Жохов (1748—1823, Астрахань) — генерал-лейтенант Русского императорского флота; командир Астраханского порта, из дворянского рода Жоховых.

## Биография
Александр Жохов родился в 1748 году. Воспитывался в Морском кадетском корпусе. В 1765 г. произведён в гардемарины.
В 1769 году с эскадрой адмирала Спиридова отправился в Средиземное море в Первую Архипелагскую экспедицию и около пяти лет крейсировал в Архипелаге; причём в Морейской экспедиции 1770 г. был в Чесменском сражении и в сражении при Наполи-ди-Романи.
В 1776 году возвратился в Кронштадт; в 1778 году был переведён в галерный флот, в 1781 году произведён в капитан-лейтенанты и в 1786 году — в капитаны 2-го ранга, в 1787 году назначен командиром корабля «Спиридон». В 1788 году, во время перехода из Архангельска в Кронштадт, в эскадре контр-адмирала Повалишина, командовал кораблём «Сысой Великий» и, за повреждением корабля, вынужден был зимовать в Норвегии. Кораблю угрожала опасность затонуть, и только благодаря благоразумным распоряжениям Жохова и принятым им мерам, его удалось спасти от гибели. Адмиралтейств-коллегия выразила капитану корабля удовольствие и постановила занести эту заслугу ему в аттестат. С отличием участвовал в русско-шведской войне 1788—1790 годов. Во главе экипажа «Сысоя Великого» с честью выдержал Красногорское сражение 12 (23) мая 1790 года в котором корабль получил значительные повреждения в такелаже, затем от разрыва собственной пушки, два раза на нём начинался пожар, в экипаже 41 человек получил ранения и всякий раз корабль после устранения повреждений возвращался на своё место в строю русской эскадры, возобновляя артиллерийской бой с шведским флотом.
Затем Жохов, командуя кораблями «Александр Невский» и «Принц Густав», принимал участие в завершающих сражениях этой войны.
В 1790 году Жохов был произведён в капитаны 1-го ранга и 26 ноября того же года за проведение 18 полугодовых морских кампаний был награждён орденом св. Георгия 4-й степени (№ 795 по кавалерскому списку Григоровича — Степанова); в 1795 году был определён советником в счётную экспедицию; в 1799 г. произведён в генерал-майоры.
Первое назначение Жохова на должность главного командира Астраханского порта состоялось в 1800 году. Но здесь ему сразу не посчастливилось. В Санкт-Петербург стали поступать жалобы на притеснения астраханских рыбопромышленников; было возбуждено следствие по делу о поборах, а Жохов был отозван в Петербург. Однако прошло четыре года и в 1807 году он снова получил ту же самую должность, и на этот раз сумел вполне освоиться с порученным ему делом, до конца своей жизни командуя портом. В генерал-лейтенанты произведен в 1807 году.
19 апреля 1809 года награждён орденом Святой Анны 1-й степени.
Александр Андреевич Жохов умер 16 июня 1823 года в городе Астрахани.
Младший брат Александра Андреевича, Яков Андреевич Жохов, также был генерал-лейтенантом флота и кавалером ордена св. Георгия 4-й степени.